# Droga wojewódzka 238
Die Droga wojewódzka 238 (DW 238) ist eine polnische Woiwodschaftsstraße im Nordwesten der Woiwodschaft Kujawien-Pommern. Auf einer Länge von 21 Kilometern durchzieht sie den Powiat Świecki (Kreis Schwetz (Weichsel)) und stellt eine Verbindung her zwischen dem Ort Osie (Osche) in der Tucheler Heide nach Warlubie (Warlubien, 1942–45 Warlieb).

## Straßenverlauf
Woiwodschaft Kujawien-Pommern
- Powiat Świecki (Kreis Schwetz (Weichsel)):
  - Osie (Osche)
  - Borowy Młyn (Heidemühle)

- ~ Mątawa (Montau) ~
  - Płochocin (Groß Plochotschin, 1942–45 Großplötzen)
  - Warlubie (Warlubien, 1942–45 Warlieb) (→ Autostrada 1 (Europastraße 75): Danzig – Gorzyce (Gorschütz)/Tschechien, Landesstraße 1: Danzig – Cieszyn (Teschen)/Tschechien, und Woiwodschaftsstraße 214: Łeba (Leba) – Lębork (Lauenburg in Pommern) – Kościerzyna (Berent) – Warlubie)